# Grundstødningen af Ever Given
Grundstødningen af Ever Given var en grundstødning, hvor containerskibet Ever Given havde sat sig på tværs i Suez-kanalen i Egypten 23. marts 2021 kl. 7.40, lokal tid. 29. marts 2021 meddelte kanalmyndighederne, at skibet var kommet fri.
Skibet vejer 200.000 ton og måler 400x59 meter, blev bygget i 2018, er registreret i Panama, og er ejet af det japanske rederi Shoei Kisen Kaisha. Det var på vej fra Kina til Rotterdam. Uheldet skyldtes en sandstorm, der gjorde det umuligt at styre skibet, der blokerede Suezkanalen, så ingen andre skibe kunne komme igennem. Pr. 25. marts 2021 om aftenen ventede mere end 200 skibe på at komme igennem kanalen. Flere rederier havde overvejet at sejle udenom Afrika, hvilket ville forlænge rejsetiden med knap en uge.
Det vurderes, at der er erstatningskrav på flere millioner dollar på vej mod såvel ejer som forsikringsselskab. Et bjergningsselskab har tidligere udtalt, at det kunne tage flere uger at få skibet fri af grundstødningen. Forsikringsselskabet Allianz vurderede, at det kunne koste den globale handel mellem 37 og 63 mia. kroner om ugen - mellem 0,2 og 0,4 % af verdens bruttonationalprodukt. Det anslås, at varer svarende til en værdi på 75 mia. DKK er påvirket af grundstødningen.
 